# IC 1600
IC 1600 — галактика типу Sb (компактна витягнута галактика) у сузір'ї Кит.
Цей об'єкт міститься в оригінальній редакції індексного каталогу.